# ريز (ألمانيا)
ريز ألمانيا (بالألمانية: Rees, Germany) هي بلدة ألمانية تقع في ألمانيا في كليفه. يقدر عدد سكانها بـ 22,559 نسمة .

## معرض صور

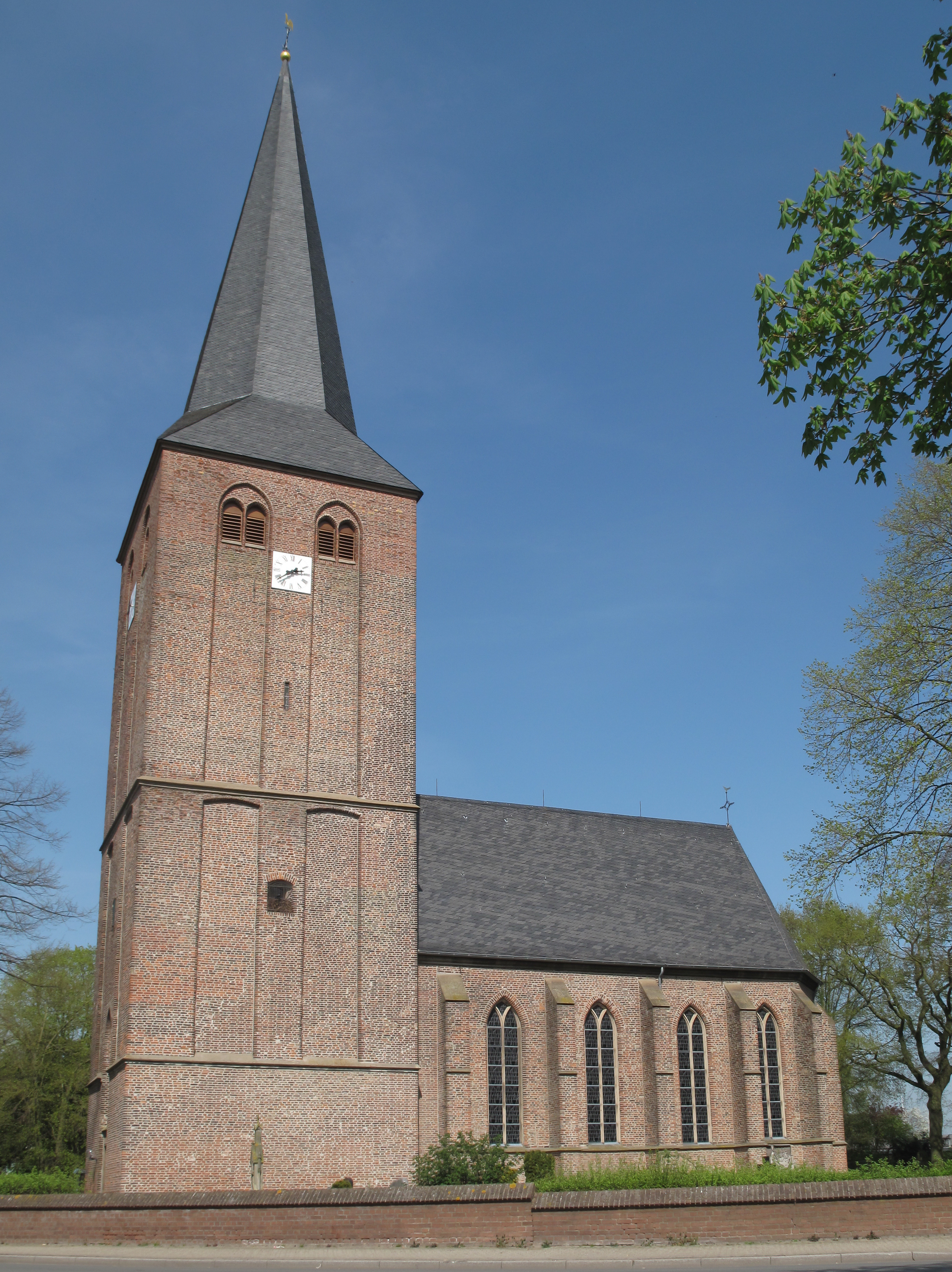
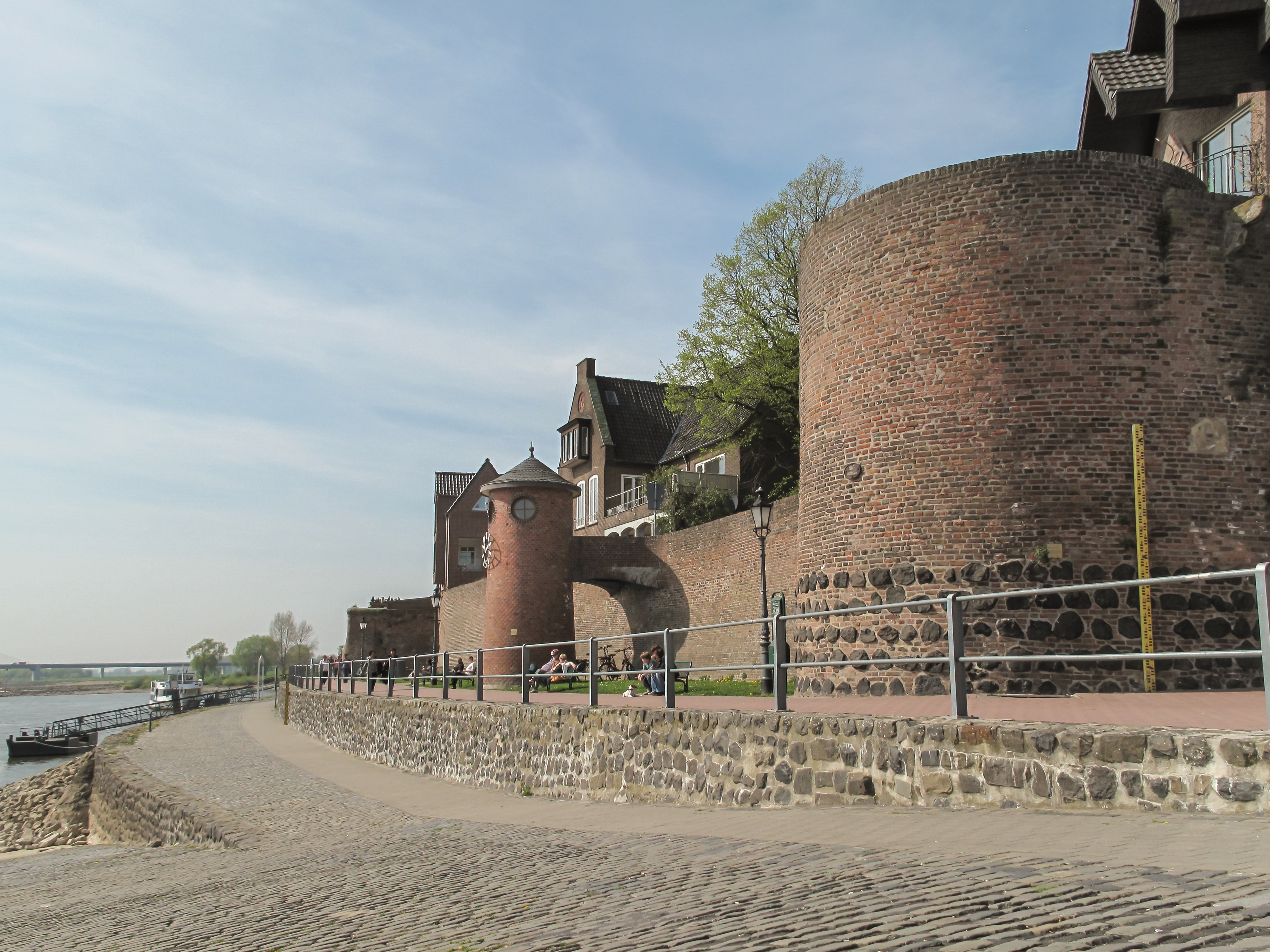
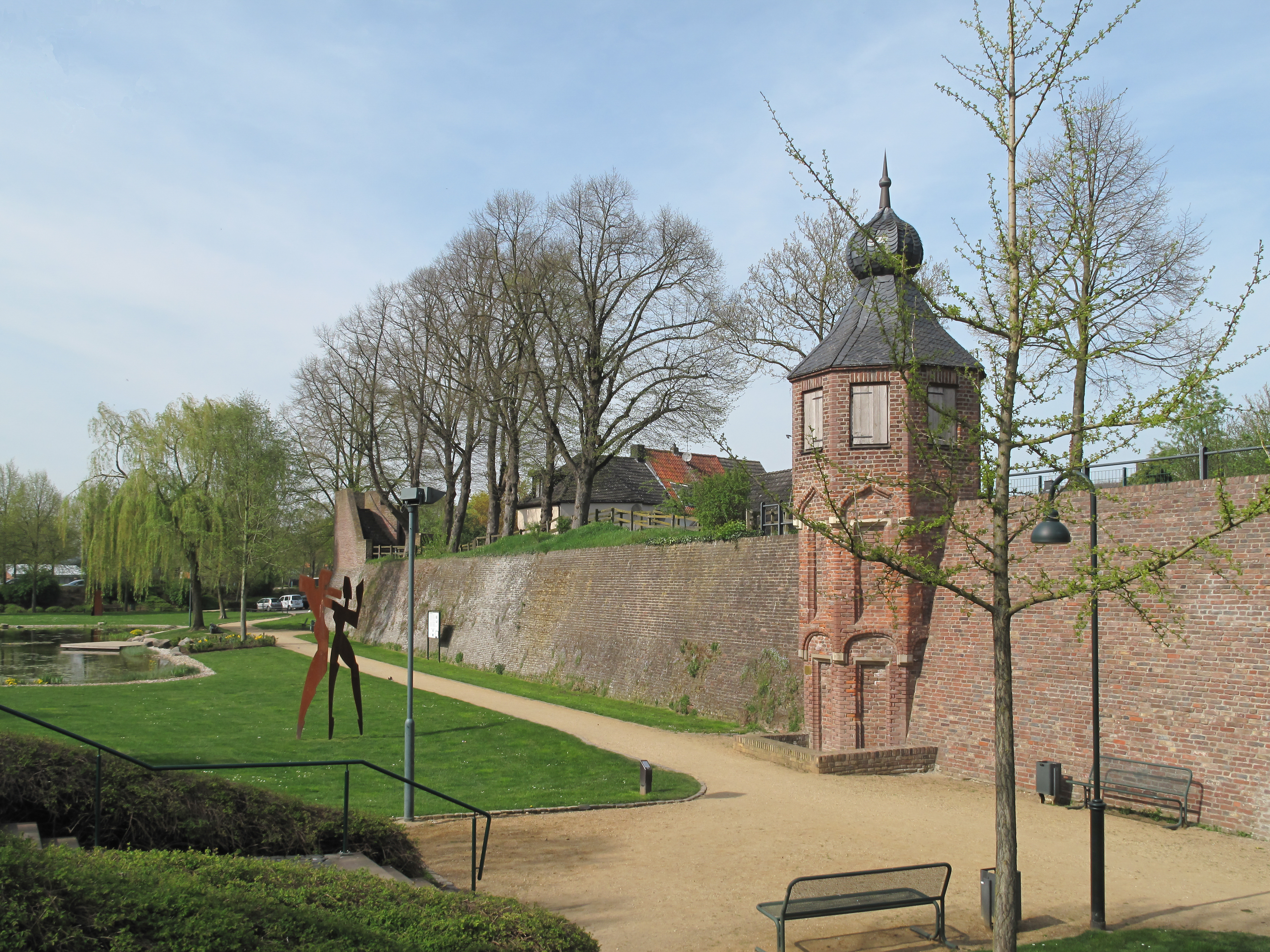
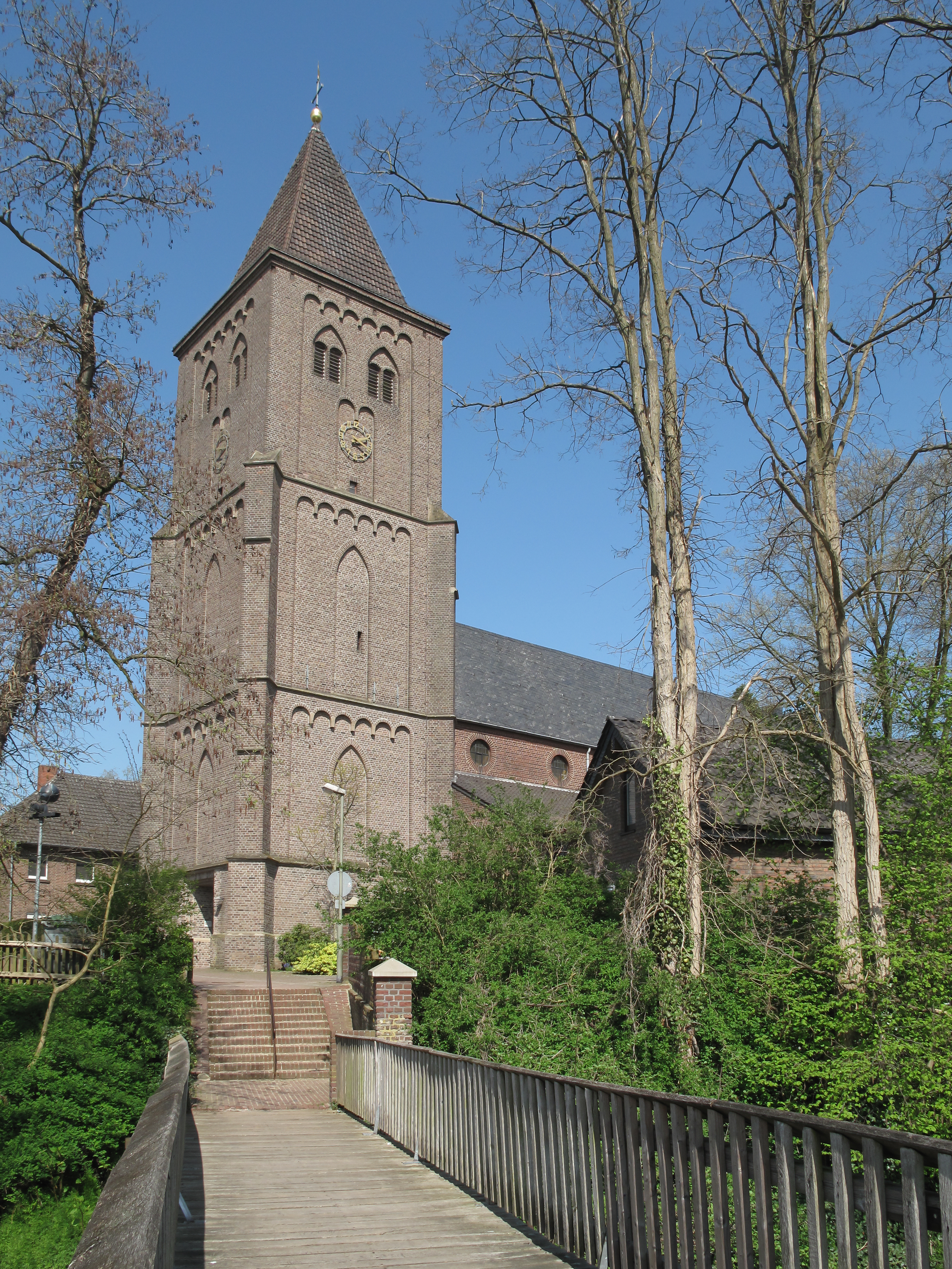